# George Gershwin
George Gershwin (født 26. september 1898 Brooklyn, død 11. juli 1937 Los Angeles) var en amerikansk komponist. Han skrev den berømte opera Porgy og Bess og musicals, operetter, orkestermusik, (Rhapsody in Blue og En amerikaner i Paris). Han komponerede desuden mange sange, der er blevet en fast del af jazzrepertoiret og indspillet af Ella Fitzgerald, Billie Holiday og mange andre. Han fik sit første hit med Swanee, da han var 19 år gammel.